# IC 198
IC 198 ist eine Spiralgalaxie vom Hubble-Typ SAB(rs)bc? im Sternbild Widder auf der Ekliptik. Sie ist schätzungsweise 416 Millionen Lichtjahre von der Milchstraße entfernt und hat einen Durchmesser von etwa 135.000 Lj.
Im selben Himmelsareal befinden sich u. a. die Galaxien IC 199, IC 201, IC 202, IC 1778.
Das Objekt wurde am 15. Dezember 1892 vom französischen Astronomen Stéphane Javelle entdeckt.